# الملعب الوطني (أندورا)
الملعب الوطني هو ملعب كرة قدم يقع في أندورا لا فيلا عاصمة أندورا. إنه الملعب الوطني لأندورا، ويستخدم لكرة القدم والرغبي.
تبلغ سعته 3.306، وملعبه مصنوع من عشب صناعي.

## وصلات خارجية
- الملعب الوطني على EU-Football.info